# Aita Mare
Aita Mare (węg. Nagyajta) – wieś w Rumunii, w okręgu Covasna, w gminie Aita Mare. W 2011 roku liczyła 940 mieszkańców.